# خالدة زاهر
خالدة زاهر سرور السادتي (أم درمان، 18 يناير 1926 ـ 9 يونيو 2015) هي طبيبة سودانية، تعد من أوائل الطبيبات في تاريخ السودان.

## تعليمها

تخريج خالدة زاهر وزروى سركسيان عام 1946 م

درست في خلوة الفكي حسن في حي الموردة بأم درمان وهي صغيره.ثم تلقت التعليم (النظامي) الأولي والأوسط والثانوي بمدرسة الاتحاد العليا (مدارس كنسية).
في العام 1946 التحقت مع زوري سركسيان (سودانية من أصول أرمنية) كلية كتشنر الطبية ونالتا بذلك لقب أول (مشترك) لإمرأة طبيبة في تاريخ السودان، حيث تخرجت في العام 1952. نالت دراسات عليا في كل من سلوفاكيا والمملكة المتحدة حيث تخصصت في طب الأطفال.

## العمل
عملت كطبيبة في وزارة الصحة بمديرية الخرطوم وتدرجت في السلك الوظيفي حتى وصلت إلى درجة وكيل وزارة وتنقلت من خلال عملها إلى كل أقاليم السودان، تنادي وتنشر الوعي بصحة الطفل والمرأة وحقوقها، وتساهم في قضايا محاربة العادات الضارة، شاركت في العديد من المؤتمرات الطبية خارج البلاد. قضت كل حياتها العملية في السودان إلى أن احيلت للمعاش في العام 1986م

## نضالها السياسي
انتظمت في عضوية الحزب الشيوعي السوداني وهي طالبة وعملت في النشاط السري والعلني. كان لها نشاط سياسي واضح بالجامعة وشاركت في قياده اتحاد الطلاب في آواخر الاربعينيات وبداية الخمسينيات. قادت مظاهرة نادي الخريجين الشهيرة 1946م ضد الجمعية التشريعية وتم اعتقالها.
استمر نشاطها السياسي بعد خروج المستعمر بالإضافة إلى قضايا الوطن والمواطنين وتحرر المرأة والدفاع عن الديمقراطية ورفض كل أشكال الديكتاتورية.
من مؤسسات وقيادات الحركة النسائية السودانية فقد كونت مع  فاطمة طالب إسماعيل أول تنظيم نسائي في السودان رابطة الفتيات بامدرمان عام 1946 م. من العشرة الأوائل اللائي أسسن الاتحاد النسائي السوداني عام 1952 م وتولت رئاسته في أواخر الخمسينيات (أمثال حاجة كاشف بدري، فاطمة أحمد إبراهيم، نفيسة المليك، أم سلمة سعيد، عزيزة مكي... إلخ).
عضو مؤسس ل هيئة نساء السودان الشعبية.
شاركت في العديد من المؤتمرات المحلية والعالمية في أصعب الظروف كمؤتمر السلام على سبيل المثال. شاركت في العديد من المؤتمرات الطبية خارج البلاد. عضو مؤسس لجبهة الهيئات التي تكونت إبان ثورة أكتوبر 1964.

## أوسمة
- منحتها جامعه الخرطوم الدكتوراه الفخرية 2001.
- تم تكريمها من منظمات المجتمع المدني العام 2006 بمناسبة بلوغها سن الثمانين.

### حياتها الخاصة
- ام لبنتين وولدين.
- تزوجت وهي ما تزال طالبة جامعية من عثمان محجوب عثمان أحد مؤسسي حركة اليسار بالسودان.[6]
- ام لبنتين وولدين.
- نجلها الأول: د.حمد عثمان محجوب طبيب استشاري باطني في إنجلترا
- ابنها الثاني د. خالد عثمان محجوب يحمل دكتوراة في العلوم من جامعة كيمبردج، وكان يعمل استاذاً بجامعة جوبا قبل ان يلتحق بالعمل مع الأمم المتحدة.
- ابنتها الكبرى مريم عثمان محجوب فهي تعمل بالأمم المتحدة في جنيف، وابنتها الثانية، د. سعاد عثمان محجوب فهي خريجة جامعة الخرطوم وتحمل دكتوراه في علم الآثار من جامعة السربون بفرنسا.
- ترأست بعثة الحج الطبية في عام 1981، وحجت بعدها مرتين على نفقتها الخاصة.

- عاشت ببريطانيا مع نجلها الأكبر- مع تقدم سنها- وتحرص على المجيء للسودان سنويًا [7]

## وفاتها
توفيت يوم 9 يونيو 2015 وشيعت في موكب مهيب بالخرطوم.